# Barleria proxima
Barleria proxima är en akantusväxtart som beskrevs av Gustav Lindau. Barleria proxima ingår i släktet Barleria och familjen akantusväxter. Inga underarter finns listade i Catalogue of Life.